# Droga wojewódzka nr 512

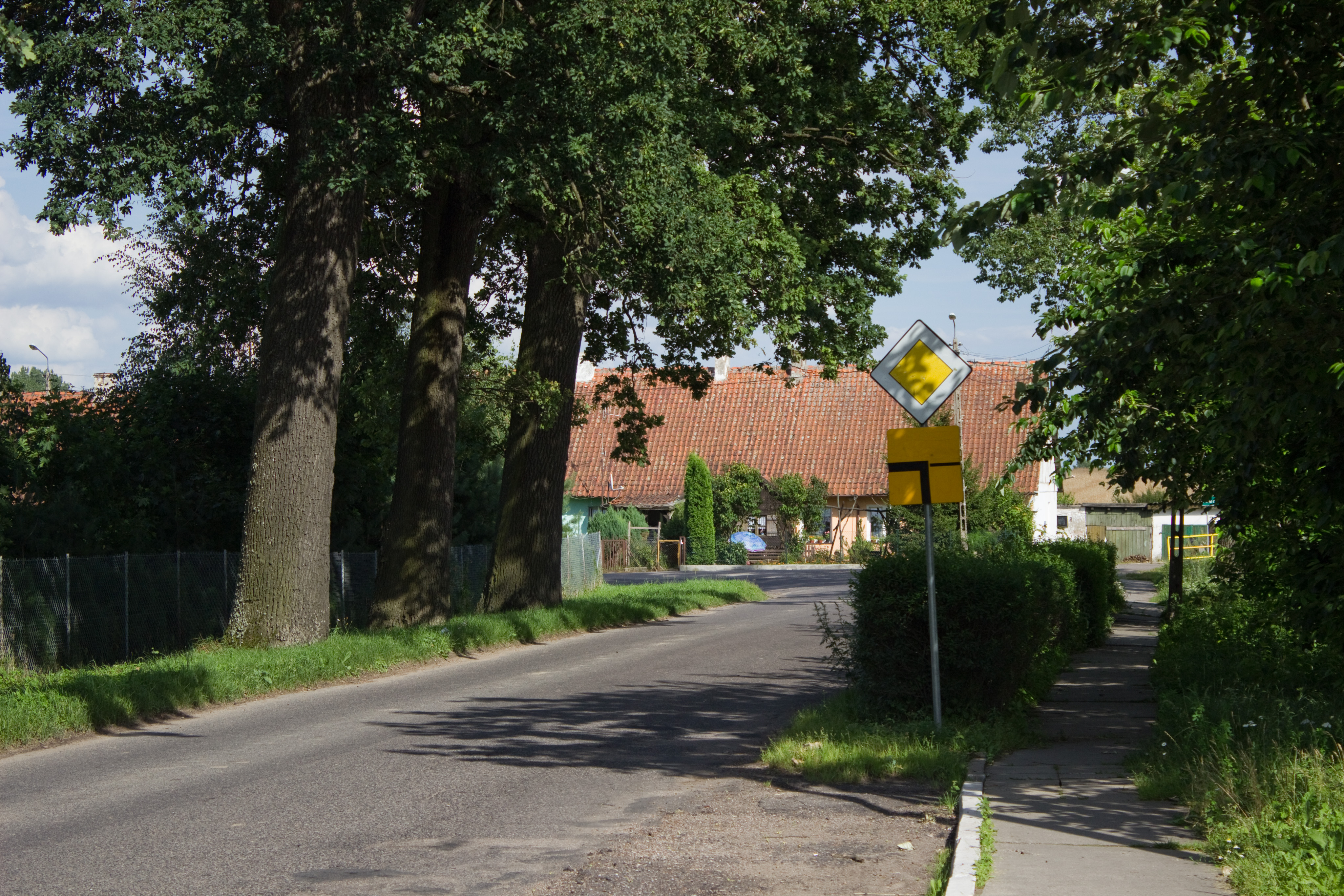
Droga w miejscowości Tolko

Droga wojewódzka nr 512 (DW512) – droga wojewódzka łącząca wieś Szczurkowo z Pieniężnem o długości ok. 65 km. 

## Miejscowości na trasie
- Szczurkowo
- Park
- Żydowo
- Leginy
- Bartoszyce
- Spytajny
- Tolko
- Wojciechy
- Wiewiórki
- Piasty Wielkie
- Górowo Iławeckie
- Wągniki
- Zięby
- Pluty
- Łoźnik
- Pieniężno